# Anthicus
Anthicus é um gênero de insetos da família Anthicidae, semelhante às formigas. Existem pelo menos 237 espécies descritas em Anthicus.

## Algumas espécies
- Anthicus angustatus
- Anthicus brunneus
- Anthicus crinitus
- Anthicus fenestratus
- Anthicus fuscicornis
- Anthicus genei
- Anthicus hamicornis
- Anthicus laeviceps
- Anthicus lubbockii
- Anthicus luteicornis
- Anthicus schmidtii
- Anthicus sellatus
- Anthicus tristis
- Anthicus tristis schaumii